# Trochalus guineensis
Trochalus guineensis är en skalbaggsart som beskrevs av Frey 1973. Trochalus guineensis ingår i släktet Trochalus och familjen Melolonthidae. Inga underarter finns listade i Catalogue of Life.